# United States Naval Base Subic Bay

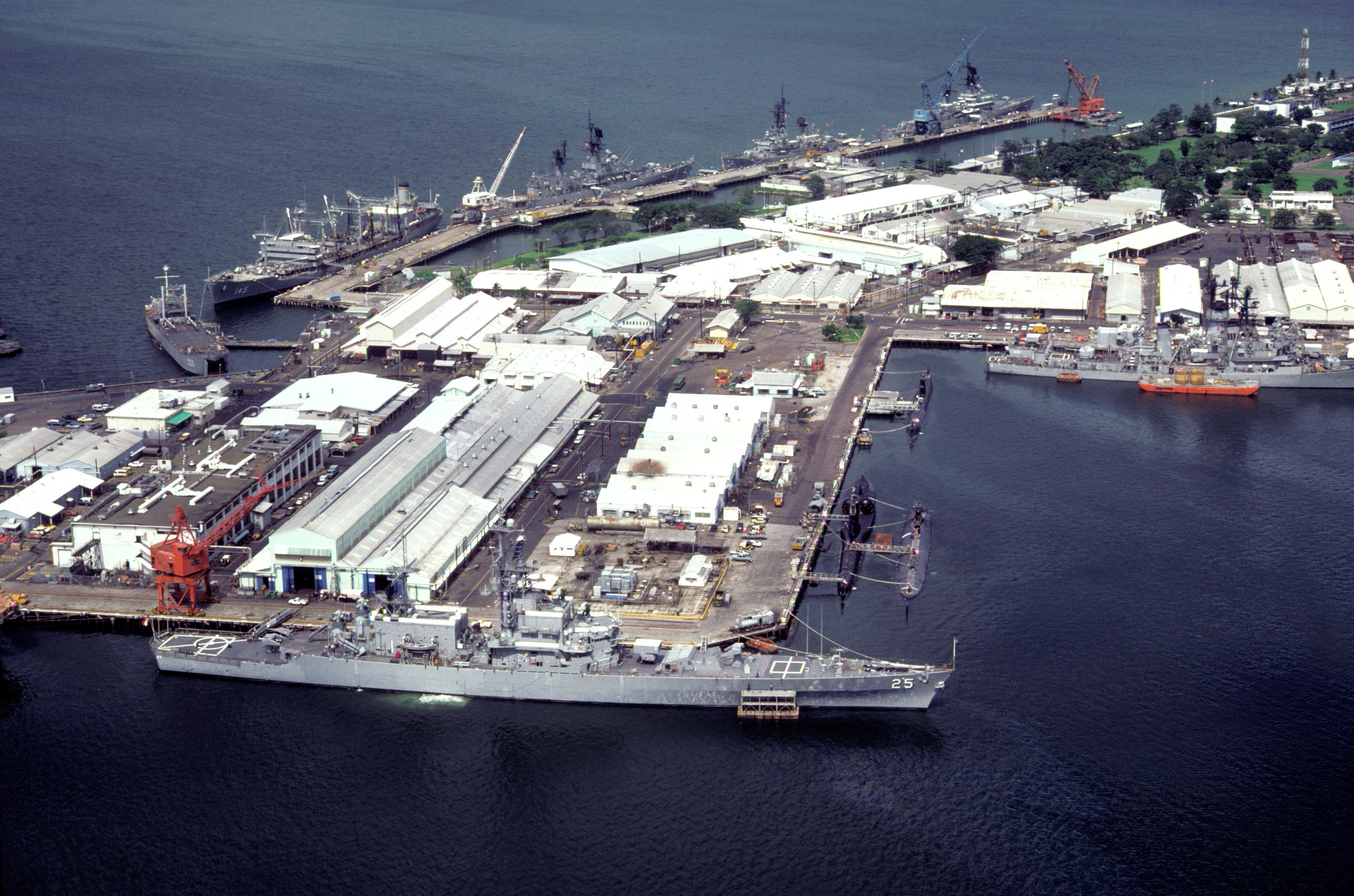
Die Subic Bay 1981, im Vordergrund die Bainbridge

Die Subic Bay auf den Philippinen war bis Anfang der 1990er Jahre der größte US-Marinestützpunkt in Asien. Er befand sich etwa 100 Kilometer nordwestlich von Manila in der Subic-Bucht.
1885 gründete die spanische Kolonialmacht für die spanische Armada den taifunsicheren Marinestützpunkt im natürlichen Tiefwasserhafen an der Westküste der philippinischen Insel Luzon.
Nach dem Spanisch-Amerikanischen Krieg von 1898 bis 1899 und der Besetzung der Philippinen durch die Vereinigten Staaten infolge des Philippinisch-Amerikanischen Krieges wurde Subic Bay zu einer Basis der US-Navy und der US-Marines. Auch nach dem Ende der Kolonialherrschaft der USA auf den Philippinen am 4. Juli 1946 verblieb die Basis Subic Bay wie auch andere Militärstützpunkte unter Kontrolle des US-Militärs.
Die 7. US-Flotte, zu der 70 Kriegsschiffe, 425 Flugzeuge und 50.000 Soldaten und Marines gehörten, unterhielt hier ausgedehnte Wartungs-, Reparatur- und Dockanlagen mit dem größten Depot der US-Navy außerhalb der USA. Subic Bay war einer der zentralen Umschlag- und Versorgungsstützpunkte für den militärischen Nachschub der US-Army und Navy während des Korea- und des Vietnamkriegs. Subic Bay war durch eine 60 Kilometer lange Pipeline zur Treibstoffversorgung mit der Clark Air Base, einer riesigen Luftwaffenbasis der Vereinigten Staaten auf Luzon verbunden. Die Frankfurter Allgemeine Zeitung notierte am 2. Dezember 1984: „Nirgendwo sonst können selbst große Kriegsschiffe, mit Ausnahme von Flugzeugträgern, auf Trockendock gelegt werden.“
Durchschnittlich 9000 Marines und 12 Kriegsschiffe waren hier stationiert. 20.000 Filipinos hielten die Infrastruktur des ausgedehnten Areals in Gang. Die Anwesenheit so vieler amerikanischer Soldaten war mit zahlreichen Vergnügungsbetrieben und ausgedehnter Prostitution im benachbarten Olongapo City verbunden.
Der philippinische Senat lehnte es 1991 ab, den Pachtvertrag für die Basis zu erneuern. Einer der letzten Einsätze der in Subic Bay stationierten Soldaten war die Operation „Fiery Vigil“, die Teilnahme an Evakuierungsmaßnahmen während des Ausbruchs des Vulkans Pinatubo im Juni 1991. Nachdem das letzte Schiff der US-Navy den Stützpunkt verlassen hatte, wurde die Basis am 30. September 1992 aufgelöst.
Nach dem amerikanischen Abzug wurde in Subic Bay eine Industrie- und Gewerbezone unter der Bezeichnung Subic Bay Freeport Zone unter der Verwaltung der Subic Bay Metropolitan Authority eingerichtet. 70.000 Arbeitsplätze wurden innerhalb der ersten vier Jahre durch private Investitionen in Höhe von 3 Milliarden US-Dollar geschaffen.
Nachdem die Volksrepublik China das Scarborough-Riff im Zuge der Territorialkonflikte im Chinesischen Meer 2012 faktisch unter ihre Kontrolle gebracht hatte, wurden erneut US-Kriegsschiffe unter der EDCA-Vereinbarung in der Subic-Bucht stationiert.